# Lettere d'amore (opera teatrale)
Lettere d'amore (Love Letters) è un'opera teatrale del drammaturgo statunitense A. R. Gurney, debuttata a New York nel 1988. Utilizzando la forma epistolare tipica dei romanzi d'amore, la pièce si concentra sui protagonisti Melissa Gardner e Andrew Makepeace Ladd III che, seduti l'uno accanto all'altra, leggono ad alta voce le lettere, gli appunti e le cartoline su cui nel corso di mezzo secolo hanno scritto le loro ambizioni, sogni, delusioni e sconfitte. Nel 1990 Lettere d'amore è stato candidato al Premio Pulitzer per la drammaturgia.

## Trama
Andrew Makepeace Ladd III e Melissa Gardner sono due vecchi amici d'infanzia che provengono da famiglie molto agiate e che da oltre cinquant'anni si scambiano lettere e messaggi. Dopo i primi messaggi di ringraziamento e le lettere dal campeggio scritte durante l'infanzia e la prima adolescenza, Melissa ed Andrew continuano a scriversi lettere via via più profonde mentre crescono, frequentano due collegi diversi e si diplomano. Dopo le superiori Andy va a Yale con successo, mentre Melissa viene espulsa da diverse scuole per signorine benestanti. Tra i due c'è un evidente legame affettivo, ma quando Andrew parte per la guerra Melissa si sposa, anche se il matrimonio non scalfisce i suoi sentimenti per Andrew. Tornato dalla guerra, Andrew si dimostra un avvocato di successo e alla fine viene eletto al senato. Passano gli anni e il matrimonio di Melissa va a rotoli e la donna comincia a spendere troppo in arte e gigolò, beve eccessivamente e il rapporto con i figli si raffredda. Andrew e Melissa intraprendono allora una breve e intensa relazione, ma a entrambi sembra che sia troppo tardi, il loro amore sarebbe dovuto capitare anni prima. Così i due si lasciano, ma l'ultima lettera di Andrew, scritta alla madre di Melissa dopo la morte della donna, rivela che anche se la loro relazione è stata breve la profonda intimità tra i due e la loro vicinanza spirituale è stata quella che può esistere solo tra due grandi innamorati.

## Storia delle rappresentazioni
Lettere d'amore è stato presentato per la prima volta, in forma di lettura scenica, alla New York Public Library nel 1988, con lo stesso A. R. Gurney nel ruolo di Andrew e Holland Taylor in quello di Melissa. Accolta positivamente da critica e pubblico, la pièce fu riproposta nell'Off Broadway nel 1989, in scena al Promenade Theatre di New York con la regia di John Tillinger. Dato che l'opera consiste di soli due attori che leggono dei testi scritti, i tempi richiesti per le prove e per la messa in scena sono minimi e questo ha reso Lettere d'amore molto palatabile per attori televisivi con delle fitte agende di impegni. La produzione originale dell'Off Broadway, infatti, rimase in scena per trentadue settimane con repliche solo la domenica e il lunedì sera, con un cast che cambiava settimanalmente. Kathleen Turner e John Rubinstein furono gli originali Melissa ed Andrew quando la pièce debutto il 27 marzo 1989 e a loro seguirono, tra i tanti, Barbara Barrie, Philip Bosco, Stephen Collins, Victor Garber, Julie Harris, George Grizzard, Anthony Heald, George Hearn, Richard Kiley, Dana Ivey, William Hurt, Marsha Mason, Christopher Reeve, George Segal, Christopher Walken, Joan Van Ark, Treat Williams, Frances Sternhagen, Meredith Baxter e Michael Gross. Il 31 ottobre dello stesso anno la pièce debuttò all'Edison Theatre di Boadway, dove rimase in cartellone per 96 rappresentazioni. Colleen Dewhurst e Jason Robards furono i primi Melissa ed Andrew e ad essi seguirono le coppie formate da Lynn Redgrave e John Clark, Stockard Channing e John Rubinstein, Jane Curtin ed Edward Herrmann, Kate Nelligan e David Dukes, Polly Bergen e Robert Vaughn, Timothy Hutton ed Elizabeth McGovern, Swoosie Kurtz e Richard Thomas, Elaine Stritch e Cliff Robertson, Nancy Marchand e Fritz Weaver, Robert Foxworth ed Elizabeth Montgomery.
La facilità nella messa in scena e l'assenza di impegno mnemonico per gli attori ha resto Lettere d'amore una pièce rappresentata di frequente e con coppie di attori di alto profilo negli Stati Uniti. Durante gli anni novanta, ad esempio, le star di Dallas Larry Hagman e Linda Gray attraversarono la nazione con una tournée dell'opera, mentre produzioni regionali vedevano celebre attori cimentarsi nelle parti di Andrew e Melissa. Carol Burnett, Brian Dennehy, Mel Gibson e Sissy Spacek si alternarono nei due ruoli a Telluride nel 1993, mentre Sigourney Weaver e Jeff Daniels recitarono Lettere d'amore all'Università di New York nel 2007. Nello stesso anno Claire Bloom e Peter Bowles recitarono insieme la pièce a Monte Carlo, Bernadette Peters e John Dossett lo fecero a New York ed Elizabeth Taylor raccolse un milione di dollari per la sua fondazione contro l'AIDS recitando il testo insieme a James Earl Jones. Nel 2014 il dramma fu brevemente riproposto a Broadway con - in momenti diversi - Brian Dennehy, Mia Farrow, Carol Burnett, Alan Alda e Candice Bergen. Nel 2016 Tom Hanks recitò il ruolo di Andrew accanto alla Melissa di Ruth Wilson all'Università di Stanford. Nel 2020 Sally Field e Bryan Cranston hanno realizzato una lettura online del dramma per raccogliere fondi per attore in difficoltà dopo la chiusura dei teatri causata dalla Pandemia di COVID-19 del 2019-2021.
La prima italiana è stata il 10 aprile 1991 al Teatro Flaiano di Roma, con la regia di Ennio Coltorti, Valeria Valeri nel ruolo di Melissa e Paolo Ferrari in quello di Andrew.